# Menhir de Vilartolí
El Menhir de Vilartolí o Menhir de Santa Fé és un jaciment neolític que es troba a Sant Climent Sescebes (Alt Empordà), inclòs a l'Inventari del Patrimoni Arqueològic i Paleontològic de Catalunya.
Es troba a 0,5 km al nord del veïnat de Vilartolí, al peu de la pista que comunica Vilartolí amb Requesens i és molt visible.
És una pedra dreta de 2 m d'alçada i que està situada vora de dos altres menhirs, el menhir del Castellà i el menhir de la Murtra.

## Descripció
Es tracta d'un menhir antropomorf del Neolític mig-recent fet de granit. La seva alçada és de 1,95 metres per 0,80 metres d'amplada i 0,50 metres de gruix. S'observen falques a la seva base, per la cara est. Els caires estan repicats per acabar de donar-li la forma buscada. Presenta dues escotadures artificials, formada per repicat, una de poc entrant en el terç superior del caire sud-est i l'altra a la base del mateix costat, aquesta força pronunciada i evident
En el seu extrem superior té un forat per a clavar-hi una creu de ferro, possiblement per a cristianitzar-lo en una data incerta (s. XVI-XVII). La primera referància documental la proporciona Joan Papell i Llenas, l'any 1891. A partir d'ell, són diversos els autors que el citen, però mai s'ha excavat científicament. Tampoc s'observen restes de materials arqueològics en superfície, dins l'entorn immediat del menhir.